# Спиридонов Ілля Костянтинович
Ілля Костянтинович Спиридонов (10 серпня 1913 (за іншими даними — 13 січня), Анабарський улус, Якутська АРСР — 10 жовтня 1975, Юрюнг-Хая, Анабарський улус, Якутська АРСР) — оленяр, бригадир оленеводної бригади колгоспу імені Ворошилова Анабарського району Якутської АРСР. Герой Соціалістичної Праці (1957). Перший серед оленярів, удостоєних звання Героя Соціалістичної Праці.

## Біографія
Народився 10 серпня 1910 року в родині потомствених оленярів Костянтина Онисимовича Спиридонова та Мотрони Олексіївни з роду Барах. З раннього віку виховувався у багатого родича. У 1938 році одружився з Мариною Савівною Туприною. У них в шлюбі народилося десятеро дітей. У 1941 році вступив у колгосп імені Ворошилова Анабарського району. У 1946 році призначений бригадиром оленеводної бригади.
У 1954 році бригада, очолювана Іллею Спиридоновим, зберегла доросле поголів'я оленів на 98,2 %. У цьому році отримано в середньому 95,5 тугутів від 100 важенок. У 1955 році збережено 99,1 % дорослих оленів і вирощена в середньому 94,1 тугутів від 100 важенок і в 1956 році — збереження стада склало 99,7 % і отримано в середньому 95,9 тугутів від 100 важенок. У 1957 році удостоєний звання Героя Соціалістичної Праці «за видатні виробничі досягнення і великий внесок, внесений в освоєння і впровадження нових прогресивних методів праці в промисловості і сільському господарстві Якутської АРСР».
У 1958 році вступив до КПРС. Після виходу на пенсію проживав у селі Юрюнг-Хая. Помер 10 жовтня 1975 року.

## Пам'ять
- У селі Юрюнг-Хая встановлений бюст Іллі Спірідонова.
- 2007 рік оголошений роком Іллі Спиридонова в Анабарському улусі[4].

## Нагороди
- Герой Соціалістичної Праці — указом Президії Верховної Ради СРСР від 1 жовтня 1957 року
- Орден Леніна